# 에너지 자원 목록
다음은 에너지 개발, 에너지 저장, 에너지 절약 방식을 나열한 것이다.

## A - Z
- MHD 발전

## ㄱ
- 가스 터빈
- 강
- 경유
- 고체연료
- 기포 핵융합

## ㄷ
- 다이슨구

## ㅁ
- 메탄올
- 메테인 하이드레이트
- 목탄 가스
- 물터빈

## ㅂ
- 바닷물
- 바이오 연료
- 바이오가스
- 바이오디젤
- 바이오매스
- 블랙탑

## ㅅ
- 산화·환원 반응
- 상온 핵융합
- 석유 제품
- 석유 플랫폼
- 석유
- 석유층
- 석탄
- 소금
- 소수력 발전
- 수력 발전
- 수력
- 수소경제
- 수소저장
- 스털링 기관

## ㅇ
- 압전기
- 액체 연료
- 양수 발전
- 연료
- 연료전지
- 연소
- 열분해
- 영점 에너지
- 오일 셰일
- 오일샌드
- 외연기관
- 우라늄
- 우주 태양광 발전
- 원자력
- 원자로
- 유정 (석유)
- 음발광
- 이탄

## ㅈ
- 자기 유체 역학
- 재생 가능 에너지
- 전력 계통
- 전지
- 조력 발전
- 증기 터빈
- 지열 발전
- 지열 히트 펌프
- 집광형 태양광 발전

## ㅊ
- 천연가스 자동차
- 천연가스
- 추진제

## ㅋ
- 카플란수차

## ㅌ
- 탄광
- 태양 에너지
- 태양 전지
- 태양광 발전
- 솔라 패널
- 태양열 발전
- 토륨

## ㅍ
- 파력 발전
- 펜로즈 과정
- 풍력 발전
- 풍력 터빈
- 프랜시스수차
- 플라이휠

## ㅎ
- 합성가스
- 핵연료 재처리
- 핵융합 발전
- 핵융합
- 화력 발전소
- 화석 연료